# Scarus gracilis
Scarus gracilis es una especie de peces de la familia Scaridae en el orden de los Perciformes.

## Distribución geográfica
Se encuentra en la China.